# Ефрем (Крывый)
Ефрем Василий Крывый (укр. Єфрем Василь Кривий, порт. Efraím Basílio Krevey; 12 декабря 1928, колония Салтинью (украинская улица), Иваи, Парана, Бразилия — 3 апреля 2012, Куритиба) — епархиальный епископ Епархии Святого Иоанна Крестителя в Куритибе (1978—2006), василианин.

## Биография

### Детство, монашество, обучение
Начальную школу окончил в Салтинью. В 1940 году вступил в Малую семинарию святого Иосифа (отцов Василиан) в Прудентополисе. В январе 1943 года вступил в новициат Василианского ордена. В 1945 году переезжает в Ирасему, где получает гуманитарное и философское образование. В конце 1948 года начал обучение на богословском факультете Григорианского университета в Риме, где получил степень бакалавра и лицензиата.
1 января 1950 года в Риме в церкви святых Сергия и Вакха дал вечные обеты. Поддиаконское посвящение получил 2 марта 1951 года в Коллегии святого священномученика Иосафата в Риме (святитель — Иван Бучко). Диаконское посвящение получил 25 марта 1951 года, а иерейское посвящение — 12 ноября 1951 года.

### Душпастырская и преподавательская деятельность
С 1952 по 1955 года — помощник в церкви святого священномученика Иосафата в Прудентополисе; вице-ректор и профессор Малой семинарии Святого Иосифа. С 1955 по 1959 год — ректор и профессор.
С 1959 по 1969 года — игумен обители и парафии святого священномученика Иосафата в Прудентополисе.
С 1961 года — магистр новициата Сестер Служебниц и Катехиток Сердца Иисусового.
В 1965 году избран консультором бразильской провинции Святого Иосифа.
В 1969 году принял участие в Генеральной капитуле Василианского Ордена в Риме. В этом же году назначен игуменом Образовательной обители Василиан в Куритиба, а в 1970 году избирается протоигуменом Василианской провинции Святого Иосифа в Бразилии.

### Епископство
29 ноября 1971 года именован епископом-коадъютором Владыки Иосифа (Мартынца) с правом наследия.
В мае 1978 года Владыка Иосиф складывает свои полномочия, и руководство Куритибской епархией переходит к Ефрему Крывому.
За время своего епископского служения владыка Ефрем открывает 2 епархиальные семинарии, епархиальный дом для пожилых людей и 156 новых греко-католических церквей.
По его инициативе и поддержке открываются украинские клубы «12 сентября» в Прудентополисе и «Полтава» в Куритиба, украинский фольклорный коллектив «Веселка», а также большое количество общественных организаций етнических украинцев в Бразилии (в частности, Украинско-бразильская центральная репрезентация и Ассоциация украинско-бразильской молодёжи)
13 января 2006 года сложил епископские полномочия.
Умер 3 апреля 2012 года в Куритиба. Похоронен в склепе кафедрального собора святого Ивана Крестителя.

## Награды
- Орден «За заслуги» (Украина)[2]
- Заслуженный гражданин штата Парана.
- Почётный гражданин городов Куритиба, Иваи, Прудентополис, Маллет, Унион-да-Виториа, Питанга, Ребоусас, Фронтин, Апукарана, Антонио-Олинто, Круз-Машадо и Ирати.